# Гусачевка
Гусачевка (укр. Гусачівка) — село, входит в Обуховский район Киевской области Украины.
Население по переписи 2001 года составляло 741 человек. Почтовый индекс — 08750. Телефонный код — 4572. Занимает площадь 0,013 км². Код КОАТУУ — 3223182002.

## Местный совет
08750, Київська обл., Обухівський р-н, с. Григорівка, вул. Леніна, 2